# Siropleura pulchella
Siropleura pulchella är en svampart som beskrevs av Petr. 1934. Siropleura pulchella ingår i släktet Siropleura, divisionen sporsäcksvampar och riket svampar.   Inga underarter finns listade i Catalogue of Life.